# Stawiszyn-Zwalewo
Stawiszyn-Zwalewo – wieś w Polsce położona w województwie mazowieckim, w powiecie żuromińskim, w gminie Bieżuń. Ma status sołectwa.
Wierni Kościoła rzymskokatolickiego należą do parafii św. Stanisława Biskupa Męczennika w Bieżuniu.
Do 1954 roku istniała gmina Stawiszyn. W latach 1975–1998 miejscowość administracyjnie należała do województwa ciechanowskiego.